# Michal Plavec
Michal Plavec (* 26. března 1973 Nymburk) je novinář, publicista a regionální historik, který se zabývá vojenskými dějinami. Je zaměstnán v Praze v Národním technickém muzeu (NTM), kde vykonává funkci kurátora leteckých sbírek. Je autorem několika knih včetně jedné o Ludvíku Očenáškovi.

## Publikační aktivity

### Publikované knihy (chronologicky)

#### 2000 až 2005
- PLAVEC, Michal. Historie nymburského piva I.: od založení města do vzniku Institutu společnosti váreční roku 1741. 1. vydání Nymburk: Vega-L - Nanebemletí, 2002; 56 stran; (Nanebemletí) ISBN 80-902237-0-2; Ivan Ulrych - Vega-L) ISBN 80-903163-4-4 (kniha)[3]
- PLAVEC, Michal. Ostrá a Šnepov. Historie hradu Mydlovaru a obcí Ostrá a Šnepov. Ostrá: Nymburk: Vega-L, 2003; 127 stran; ISBN 80-903163-8-7 (kniha)[3]
- PLAVEC, Michal. Poslední rok války na Nymbursku. 1. vydání Brno: CDK (Centrum pro studium demokracie a kultury), 2005; 127 stran + 32 stran obrazových příloh; ISBN 80-7325-061-6 (kniha).[3]
- PLAVEC, Michal. Bohuslav Matěj Černohorský: 1684-1742: život nymburského barokního skladatele. Nymburk: Vega-L, 2005; 34 stran; ISBN 80-86757-34-X (kniha).[3]
- PLAVEC, Michal. Oškobrh: posvátné místo Keltů. Nymburk: Vega-L, 2005; 47 stran; ISBN 80-86757-42-0.

#### 2006 až 2010
- Sahanovič, Hienadź; Šybeka, Zachar Vasìlevìč; Janoŭski, Raman; PLAVEC, Michal; Havlín, Adam. Dějiny Běloruska. Vydání 1.; Praha : Lidové noviny, 2006; ISBN 80-7106-828-4 (vázaná kniha)[3]
- JOUZA, Ladislav; PLAVEC, Michal. --a země se chvěla. Bombardování Kolína za druhé světové války; Cheb : Svět křídel, 2007; ISBN 978-80-86808-44-4. (kniha)[3]
- PLAVEC, Michal. Chotuc: křížová cesta klokočím. Nymburk: Vega-L, 2007; 53 stran; ISBN 978-80-86757-82-7.
- PLAVEC, Michal, VOJTÁŠEK, Filip a KAŠŠÁK, Peter. Praha v plamenech: nálety na hlavní město za druhé světové války. Vydání 1. Cheb: Svět křídel, 2008; 423 stran; Svět křídel; 105. ISBN 978-80-86808-58-1. (kniha)[3]
- PLAVEC, Michal. Bomby pod Řípem: nálety na Kralupy nad Vltavou, Neratovice, Veltrusy, Hněvice, Mělník, Roudnice [i.e. Roudnici] nad Labem a další sídla během druhé světové války. Vydání 1. Cheb: Svět křídel, 2008; 278 stran; Svět křídel; 104. ISBN 978-80-86808-56-7. (kniha)[3]
- PLAVEC, Michal. Století letectví v zemích Koruny české. Praha : Národní technické muzeum, 2010; ISBN 978-80-7037-196-1 (kniha)[3]
- PLAVEC, Michal. Kapitoly z dějin královského města Nymburka: od dob nejstarších do roku 2009. 1. vydání; Cheb: Svět křídel, 2010; 439 stran; ISBN 978-80-86808-75-8.

#### 2011 až 2015
- PLAVEC, Michal a VOJTÁŠEK, Filip. Bomby na Květnou neděli: letecká válka nad Prahou a okolím v březnu až květnu 1945. Vydání 1. Cheb: Svět křídel, 2012; 319 stran; Svět křídel; 146. (vázaná kniha) ISBN 978-80-87567-13-5.[3]
- PLAVEC, Michal a kol. Než podmaníme vzduch--: zalétávací a zkušební piloti a letecké výzkumné ústavy. Praha: Národní technické muzeum v Praze, 2012; 203 stran; Práce z dějin techniky a přírodních věd; sv. 29. ISBN 978-80-7037-211-1.
- PLAVEC, Michal. Smrtonosná oblaka: letecká válka mezi Labem a Orlickými horami 1938-1945. Vydání 1. Cheb: Svět křídel, 2012; 493 stran; Svět křídel; 149. (vázaná kniha) ISBN 978-80-87567-17-3.[3]
- PLAVEC, Michal. Strach nás ochromil: tragický nálet na Prahu 14. února 1945 v souvislostech. Vydání 1. Cheb: Svět křídel, 2012; 214 stran; ISBN 978-80-87567-03-6.
- PLAVEC, Michal. Letiště a letadla. Vydání 1. Praha: Litomyšl : Paseka, 2013; 138 stran; Zmizelá Praha. ISBN 978-80-7432-297-6 (vázaná kniha).[3]
- PLAVEC, Michal. Od balonu k transatlantickým letům. Praha : Národní technické muzeum, 2014, ISBN 978-80-7037-247-0 (kniha)[3]
- Kožíšek, Petr; Nezmeškal, Arnošt; PLAVEC, Michal; Králík, Jan; Bek, Pavel; Štulíková, Madeleine; Uksová, Kateřina. Transport (catalogue of the exhibition). (Katalog expozice Doprava.), Praha : Národní technické muzeum, 2015; ISBN 978-80-7037-237-1 (katalog výstavy).[3]

#### 2016 až 2020
- Kopecká, Ivana; Svobodová, Eva; Švarcová, Zuzana; Cikrytová, Tereza; Brabenec, Štěpán; Štanzel, Tomáš; Nezmeškal, Arnošt; PLAVEC, Michal; Hozák, Jan. Průzkumy jako první krok restaurování sbírkových předmětů z fondů NTM. V Praze : Národní technické muzeum, 2016; ISBN 978-80-7037-266-1 (katalog výstavy)[3]
- Švábenický, František; Riemel, Sofie; Dorko, Branislav; Kolář, Ondřej; Kravar, Zdeněk; Ondera, Jiří; Plavec, Michal; Švec, Pavel. Troppau 1945 (Opava v roce nula). 1. vydání; Opava : Opavská kulturní organizace, příspěvková organizace, 2016; ISBN 978-80-905991-5-4 (kniha)
- PLAVEC, Michal. Od jízdních kol ke kosmickým raketám: Ludvík Očenášek (1872-1949). Praha: Plasy: Národní technické muzeum, město Plasy; 2017 138 stran; Práce z dějin techniky a přírodních věd; svazek 47. Tilia Plassensis; 14. svazek. ISBN 978-80-7037-292-0. (monografie, kniha)[3]
- Kolenovská, Daniela; PLAVEC, Michal. Běloruská emigrace v meziválečném Československu. 1. vydání; Praha : Karolinum, 2017; ISBN 978-80-246-3781-5. (kniha, monografie)[3]
- Kožíšek, Petr; Nezmeškal, Arnošt; PLAVEC, Michal; Králík, Jan; Bek, Pavel; Štulíková, Madeleine; Uksová, Kateřina. Transport. (Doprava.), 1. vydání; Praha : Národní technické muzeum, 2018; ISBN 978-80-7037-283-8 (katalog výstavy).[3]
- Ďurčanský, Marek; PLAVEC, Michal. Labe v proměnách věků. Praha : Národní technické muzeum v Praze, 2018; ISBN 978-80-7037-293-7. (kolektivní monografie)[3]
- PLAVEC, Michal. Není malých historií: Brandýsek a Cvrčovice v letech 1938-1945 : židovští spoluobčané, lidická tragédie, letecká válka nad Slánskem a Kladenskem, boje v Brandýsku v květnu 1945. 1. vydání; Cheb: Svět křídel, 2020; 259 stran. Svět křídel; 292. ISBN 978-80-7573-079-4. (monografie, kniha)[3]
- PLAVEC, Michal. Anatra Anasal. Praha: Národní technické muzeum, 2020; 94 stran; Příběhy sbírkových předmětů. ISBN 978-80-7037-332-3.

#### 2021 až 2025
- PLAVEC, Michal. Letiště Krašovice: střípky z historie píseckého létání. Praha: Primoco UAV SE, 2022; 293 stran; ISBN 978-80-11-00199-5.

### Odborné články, statě, studie (chronologicky)
Michal Plavec je též autorem mnoha odborných článků a publikací s historickou vojenskou či leteckou tematikou:

#### 1995 až 2005
- 1998: Plavec, Michal. Černohorští a Nymburk. IN: Středočeský sborník historický Praha : Státní oblastní archiv v Praze. (studie v časopise).[3]
- 2005: Plavec, Michal. Nymburští a Turci. Několik poznámek k pobytu tureckého poselství v Nymburce roku 1617. (Vlastivědný zpravodaj Polabí / Poděbrady : Polabské muzeum se sídlem v Poděbradech) (článek v časopise)[3]

#### 2006 až 2010
- 2006: Plavec, Michal; Rosenthal, Reigo. Nymburská poprava. Pokus o rekonstrukci jedné historické události. (Historie a vojenství : časopis Vojenského historického ústavu Praha : Vojenský historický ústav). (článek)[3]
- 2006: Plavec, Michal. Běloruská cesta k národnímu obrození. (Kuděj : časopis pro kulturní dějiny Dolní Břežany : SCRIPTORIUM) (článek)[3]
- 2006: Plavec, Michal. Opatrné přešlapování: první kontakty československé a běloruské vlády 1918-1925-. (Cesty k národnímu obrození: běloruský a český model : sborník příspěvků z konference konané 4.-6. 7. 2006 v Praze / Praha : Univerzita Karlova) (článek)[3]
- 2006: Plavec, Michal. Zestátnění společnosti Vichr a spol. v Lysé nad Labem. (Dusivé objetí. Historické a politologické pohledy na spolupráci sociálních demokratů a komunistů / Brno : Centrum pro studium demokracie a kultury) (článek)[3]
- 2006: Plavec, Michal. Poslední dny Truppenübungsplatz Milovitz. (Historie a vojenství : časopis Vojenského historického ústavu Praha : Vojenský historický ústav.) (článek)[3]

- 2008: Plavec, Michal. Srpnové dny roku 1968 na letišti Mladá. Nevěřili jsme, že by nás Sověti mohli okupovat. (Historie a vojenství : časopis Vojenského historického ústavu Praha : Vojenský historický ústav). (článek)[3]
- 2008: Plavec, Michal. Zestátnění společnosti Vichr a spol. v Lysé nad Labem. (Dusivé objetí. Historické a politologické pohledy na spolupráci sociálních demokratů a komunistů / 2. rozšířené a doplněné vydání Brno : Centrum pro studium demokracie a kultury) (článek)[3]

- 2009: Plavec, Michal. První Ikarové nad Nymburskem. (Vlastivědný zpravodaj Polabí / Poděbrady : Polabské muzeum v Poděbradech) (článek)[3]
- 2009: Plavec, Michal. Výroba plynu Cyklon B v Kolíně. (Věda a technika v českých zemích v období 2. světové války / Praha : Národní technické muzeum, 2009 Práce z dějin techniky a přírodních věd) (článek)[3]
- 2009: Věda a technika v českých zemích v období 2. světové války. Národní technické muzeum, Praha (2009). (autor sborníku)[2]

- 2010: Plavec, Michal. Letecký poradní sbor při Hospodářské radě předsednictva vlády v letech 1946-1950. (Věda a technika v Československu v letech 1945-1960 / Praha : Národní technické muzeum, 2010 Práce z dějin techniky a přírodních věd)[3]
- 2010: Plavec, Michal. Zásoby pro atlantické pevnosti. Německé pokusy o zásobování pevnosti Dunkerque od září 1944 do konce války. (Historie a vojenství : časopis Vojenského historického ústavu Praha : Vojenský historický ústav)[3]

#### 2011 až 2015
- 2011: Plavec, Michal. 16st International Astronautical Congress (Praha 27. září - 1. října 2010). (Dějiny věd a techniky = History of sciences and technology Praha : Společnost pro dějiny věd a techniky)[3]
- 2011: Plavec, Michal. Cyklisté během manévrů rakousko-uherské armády na Lanškrounsku v roce 1894. (Lanškrounsko : vlastivědný sborník Městského muzea Lanškroun / Lanškroun : Městské muzeum Lanškroun)[3]
- 2011: Plavec, Michal. Den, kdy nebyla bombardována Praha. Několik poznámek k neuskutečněnému náletu 30. října 1944. (Historie a vojenství : časopis Vojenského historického ústavu Praha : Vojenský historický ústav)[3]
- 2011: Plavec, Michal. Hanuš Karlík versus Jan Baptista Nebeský. Spor ohledně modernizace nymburského cukrovaru v roce 1886.. (Prameny a studie : cukrovarnictví, cukrovary a cukrovarníci. Fenomén českého hospodářství v 19. a 20. století / Praha : Národní zemědělské muzeum Praha : Národní technické muzeum)[3]
- 2011:	Plavec, Michal. Knoller C. II. letadlo, které se nemělo dostat do vzduchu--. (Dějiny vědy a techniky / Praha : Národní technické muzeum, 2011 Rozpravy Národního technického muzea v Praze)[3]

- 2012: Plavec, Michal. Američtí výsadkáři pod zemí (pracovní komanda válečných zajatců na Sokolovsku v letech 1944 až 1945). (Z dějin hornictví : Těžba surovin v proměnách času / Praha : Národní technické muzeum, 2012 Rozpravy Národního technického muzea v Praze)[3]
- 2012: Plavec, Michal. Svědomí a odpovědnost k národu si žádá odsun německých žen a dětí. Poslední měsíc války v Čechách a na Moravě (8. dubna - 8. května 1945) v dešifrovaných depeších německého velení. (Historie a vojenství : časopis Vojenského historického ústavu Praha : Vojenský historický ústav)[3]
- 2012: Plavec, Michal. Turbočmelák. Pokus o vzkříšení legendy. (Věda a technika v Československu od normalizace k transformaci / Praha : Národní technické muzeum)[3]
- 2012: Plavec, Michal. Větroplavci nad Slaným a Slánskem (několik poznámek k balonovým letům v souvislosti s Jubilejní výstavou 1891). (Formování občanské společnosti ve Slaném a na Slánsku na přelomu 19. a 20. století : sborník z historické konference [5. listopadu 2011 v Městském centru Grand ve Slaném] / Slaný : Knihovna Václava Štecha ve Slaném,)[3]

- 2013: Plavec, Michal. Francouzští vzduchoplavci během Jubilejní výstavy v roce 1891 (několik poznámek k přistání balonů v dnešním okrese Praha-východ). (Studie a zprávy : historický sborník pražského okolí Zdiby : Státní oblastní archiv v Praze - Státní okresní archiv Praha-východ ; Dobřichovice : Státní oblastní archiv v Praze - Státní okresní archiv Praha-západ ; Brandýs nad Labem–Stará Boleslav : Oblastní muzeum Praha-východ, Jílové u Prahy : Regionální muzeum v Jílovém u Prahy ; Čelákovice : Městské muzeum v Čelákovicích)[3]
- 2013: Plavec, Michal.	K problematice náletů na Mělnicko 9. května 1945.. (Confluens : vlastivědný sborník Mělnicka / Mělník : Regionální muzeum Mělník)[3]
- 2013: Plavec, Michal. Letecké operace Rudé armády na Liberecku 8. a 9. května 1945 ve světle ruských dokumentů. (Fontes Nissae. Prameny Nisy / Liberec : Technická univerzita v Liberci)[3]
- 2013: Plavec, Michal. Lilly Steinschneider (the First Hungarian Female Pilot of Jewish Origin). (Judaica Bohemiae / Praha : Židovské muzeum v Praze)[3]
- 2013: Plavec, Michal. Mladá Boleslav 9. května 1945 (bombardování podle dokumentů Rudé armády). (Boleslavica ’13 : vlastivědný sborník Mladoboleslavska / Mladá Boleslav : Muzeum Mladoboleslavska : Státní okresní archiv Mladá Boleslav)[3]
- 2013: Plavec, Michal. Nálety letectva Rudé armády na Litoměřicku 8. a 9. května 1945. (Porta Bohemica : sborník historických prací / [Litoměřice] : Státní oblastní archiv v Litoměřicích)[3]
- 2013: Plavec, Michal; Břínek, Miroslav. Pravda a mýty kolem činnosti Paula Haenleina – několik poznámek ke stavbě řiditelné vzducholodě a pokusům o vzlet v Brně ve druhé polovině roku 1872. (K historii průmyslu, exaktních věd a techniky na Moravě a ve Slezsku I. : od konce 18. století do roku 1918 / V Brně : Technické muzeum, 2013 Acta Musei technici Brunensis)[3]
- 2013: Plavec, Michal. Pražský primátor stíhač Dr. Erich Mix? (pokusy K. H. Franka o odstranění Josefa Pfitznera z pražského magistrátu). (Pražský sborník historický / Praha : Archiv hlavního města Prahy)[3]
- 2013:	Plavec, Michal. Raketle, regytle, či rachejtle? (rakety v českých zemích v době předbělohorské). (Dějiny věd a techniky = History of sciences and technology Praha : Společnost pro dějiny věd a techniky)[3]

- 2014: Plavec, Michal. Letecká bitva o Bílé sobotě 1945 (nové pohledy z českých i zahraničních archivů). (Studie a zprávy : historický sborník pražského okolí Zdiby : Státní oblastní archiv v Praze - Státní okresní archiv Praha-východ ; Dobřichovice : Státní oblastní archiv v Praze - Státní okresní archiv Praha-západ ; Brandýs nad Labem–Stará Boleslav : Oblastní muzeum Praha-východ ; Jílové u Prahy : Regionální muzeum v Jílovém u Prahy ; Čelákovice : Městské muzeum v Čelákovicích)[3]
- 2014: Plavec, Michal. Neznámé i známé kapitoly z letecké války nad Slánskem 1944-1945. (Město a region v dramatickém století : Slaný a Slánsko ve XX. století : sborník z historické konference : [9. listopadu 2013 v Městském centru Grand / Slaný : Knihovna Václava Štecha ve Slaném)[3]
- 2014: Plavec, Michal. Lobkowiczové a počátky létání na Mělníku. (Jiří Kristián Lobkowicz : aristokrat s duší závodníka : kapitoly z dějin české aristokracie a automobilismu / Hořejš, Miloš, 1. vyd. Praha : Mladá fronta, 2014)[3]
- 2014: Plavec, Michal. Schlachtgeschwader 102 a letiště Německý Brod. (Bojová letka 102 a letiště Německý Brod.) (Havlíčkobrodsko : sborník příspěvků o historii regionu Havlíčkův Brod : Muzeum Vysočiny ; Brno : Moravský zemský archiv Brno - Státní okresní archiv Havlíčkův Brod)[3]
- 2014: Plavec, Michal. Stále živá historie (propaganda kolem sovětských náletů v květnu 1945). (Paměť a dějiny : revue pro studium totalitních režimů Praha : Ústav pro studium totalitních režimů České republiky)[3]
- 2014: Plavec, Michal. Stíhací letoun Hawker Hurricane a ČKD (několik poznámek k možnosti vyzbrojení československého letectva moderními britskými stíhačkami v roce 1938). (Fenomén ČKD : příspěvek k dějinám pražského strojírenského koncernu Českomoravská-Kolben-Daněk / 1. vyd. Praha : Mladá fronta : Národní technické muzeum, 2014 Práce z dějin techniky a přírodních věd)[3]

- 2015: Plavec, Michal. Květen plný emocí, letecké operace Rudé armády v Čechách, na Moravě a ve Slezsku v roce 1945. (Historie a vojenství : časopis Vojenského historického ústavu Praha : Vojenský historický ústav)[3]
- 2015: Plavec, Michal. Děčínsko v dešti pum (operace Rudé armády 8. května 1945). (Děčínské vlastivědné zprávy : časopis pro vlastivědu Děčínska a Šluknovska Děčín : Oblastní muzeum v Děčíně)[3]
- 2015: Plavec, Michal. Moravské vzlety Eugena Čiháka (obchod nebo vlastenectví?. (Kapitoly z hospodářských dějin Moravy a Slezska v 19. a 20. století : průmysl, technika a exaktní vědy = Chapters from Moravian and Silesian economic history in 19th and 20th century : industry, technology, exact sciences / Čapka, František, Brno : Technické muzeum v Brně, 2015 Acta Musei technici Brunensis)[3]
- 2015: Plavec, Michal. Nezdařená cesta k lidovému letectví: letadlové motory Orion. (Bílá místa historie : Slaný a Slánsko ve XX. století : sborník z historické konference / Slaný : Wotrubia)[3]
- 2015: Plavec, Michal. Předpoklady a výsledky spojeneckého bombardování (Flugmotorenwerke Ostmark Brünn). (Brno v minulosti a dnes : příspěvky k dějinám a výstavbě Brna / Brno : Archiv města Brna)[3]
- 2015: Plavec, Michal. Sovětští letci proti turbínám z Ruzyně. (Studie a zprávy : historický sborník pražského okolí Zdiby : Státní oblastní archiv v Praze - Státní okresní archiv Praha-východ ; Dobřichovice : Státní oblastní archiv v Praze - Státní okresní archiv Praha-západ ; Brandýs nad Labem–Stará Boleslav : Oblastní muzeum Praha-východ ; Jílové u Prahy : Regionální muzeum v Jílovém u Prahy ; Čelákovice : Městské muzeum v Čelákovicích)[3]

#### 2016 až 2020
- 2016: Plavec, Michal. Letecké operace nad Brnem v dubnu 1945. Část první: Nasazení průzkumných a stíhacích jednotek. (Jižní Morava : vlastivědný časopis / Brno : Moravský zemský archiv v Brně)[3]
- 2016: Plavec, Michal. Nymburk lan (several notes on the units of modern period). (Dějiny věd a techniky = History of sciences and technology Praha : Společnost pro dějiny věd a techniky)[3]
- 2016: Plavec, Michal. Okřídlený legionář Josef Meisner. (Válka v nás, my ve válce : Slaný a Slánsko ve XX. století : sborník z historické konference Slaný - Otruby : Wotrubia)[3]

- 2017: Plavec, Michal. Návrat plukovníka Berounského do Ruska (osobní tragédie na pozadí druhé světové války). (Slaňáci ve světě : Slaný a Slánsko ve XX. století : sborník z historické konference Slaný : Wotrubia)[3]

- 2018: Plavec, Michal. Radecký, rakety a balony. Podíl vojevůdce na zavedení nových typů zbraní do rakouské armády. (Středočeský sborník historický / Praha : Státní oblastní archiv v Praze, 2017 [vyd. 2018])[3]
- 2018: Plavec, Michal.. "Boj proti bolševismu pokračuje" - Výcvikový prostor Waffen SS Böhmen v roce 1945 ve světle dešifrovaných depeší. (Sborník vlastivědných prací z Podblanicka / Benešov : Muzeum Podblanicka : Státní okresní archiv)[3]
- 2018: Plavec, Michal. Konec války v Čechách, na Moravě a ve Slezsku v dešifrovaných depeších německého velení. (945 : konec války a obnova Československa / Praha : Ústav pro studium totalitních režimů)[3]
- 2018: Plavec, Michal. Letci velké války bratři Hessové. (Všude žijí lidé : Slaný a Slánsko ve XX. století : sborník z historické konference / Slaný : Wotrubia)[3]
- 2018: Plavec, Michal. Letiště Olomouc (rakousko-uherská letecká pošta a země Koruny české v posledním roce světové války). (Historie a vojenství : časopis Vojenského historického ústavu Praha : Vojenský historický ústav)[3]
- 2018: Plavec, Michal. Na Čechy musíme pohlížet jako na spojence. Přeprava vojáků ze Sibiře v dokumentech State Departmentu (1918-1922). (Historie a vojenství : časopis Vojenského historického ústavu Praha : Vojenský historický ústav)[3]
- 2018: Ďurčanský, Marek; Plavec, Michal. Proč se zabývat historií plavby na řece Labi? (Labe v proměnách věků / Praha : Národní technické muzeum v Praze, 2018 Práce z dějin techniky a přírodních věd )[3]
- 2018: Plavec, Michal; Ďurčanský, Marek. Die Schifffahrt auf der böhmischen Mittelelbe im 19. und 20. Jahrhundert. (Plavba na českém středním Labi v 19. a 20. století.). (Die Elbe : über den Wandel eines Flusses vom Wiener Kongress (1815) bis zur Gegenwart / Stade : Verlag des Landschaftsverbandes Stade e.V. ; Leipzig : Leipziger Universitätsverlag GmbH, 2018 Schriften zur sächsischen Geschichte und Volkskunde)[3]
- 2018: Plavec, Michal. Šlechta a Labe. Několik poznámek k obchodu a dopravě na řece do třicetileté války. (Labe v proměnách věků / Praha : Národní technické muzeum v Praze, 2018 Práce z dějin techniky a přírodních věd)[3]
- 2018: Česko-slovenská výstava / Slovensko-česká výstava (katalog výstavy).[2]
- 2018: Plavec, Michal. Voroplavba mezi Kolínem a Nymburkem od doby Karla IV. do začátku třicetileté války. (Dějiny věd a techniky = History of sciences and technology Praha : Společnost pro dějiny věd a techniky)[3]
- 2018: Plavec, Michal. Zrod a první boje. Československé vojenské letectvo 1918 - 1919. (ojenská história : časopis pre vojenskú históriu, múzejníctvo a archívnictvo Bratislava : Vojenský historický ústav)[3]

- 2019: Plavec, Michal. Letecká doprava mezi Prahou a Vídní v meziválečném období a za protektorátu. (Paginae historiae : sborník Národního archivu / Praha : Národní archiv)[3]
- 2019: Plavec, Michal. Ringhofferové, vzduchoplavba a výroba letadel. (Fenomén Ringhoffer : rodina, podnikání, politika / Hlavačka, Milan, Praha : Národní technické muzeum, 2019 Práce z dějin techniky a přírodních věd)[3]
- 2019: Fenomén Ringhoffer (Rodina, podnikání, politika). Národní technické muzeum, Praha (autor knihy)[2]
- 2019: Plavec, Michal. Ulrich Ferdinand Kinský. Šlechtic, letec, automobilový závodník a sportsman ve 20. století. (Securitas imperii / Praha : Ústav pro studium totalitních režimů)[3]
- 2019: Plavec, Michal. Vývoz piva a surovin k jeho výrobě po Labi do Saska. Několik poznámek k českému exportu od dob nejstarších do konce třicetileté války. (Orosené dějiny / Vydání první Ústí nad Labem : Univerzita Jana Evangelisty Purkyně v Ústí nad Labem, 2019 Acta Universitatis Purkynianae Facultatis Philosophicae. Studia historica)[3]

- 2020: Kolenovská, Daniela; Plavec, Michal. Tamaš Hryb a Běloruský vědecký kabinet (běloruský archiv). (Práce z dějin Akademie věd / Praha : Masarykův ústav a Archiv Akademie věd ČR)[3]
- 2020: Plavec, Michal. Zrozeni pod Saturnem. Běloruský román z meziválečné Prahy.[3]

#### 2021 až 2025
- 2021: Plavec, Michal. První vzlety letadel těžších vzduchu na Nymbursku (1910-1911). (Studie a zprávy : historický sborník pražského okolí Kladno : Státní oblastní archiv v Praze - Státní okresní archiv Kladno ; Nymburk : Státní oblastní archiv v Praze - Státní okresní archiv Nymburk ; Zdiby : Státní oblastní archiv v Praze - Státní okresní archiv Praha-východ ; Dobřichovice : Státní oblastní archiv v Praze - Státní okresní archiv Praha-západ ; Brandýs nad Labem–Stará Boleslav : Oblastní muzeum Praha-východ ; Jílové u Prahy : Regionální muzeum v Jílovém u Prahy ; Čelákovice : Městské muzeum v Čelákovicích)[3]

- 2022: Bendová, Eva; Plavec, Michal. Dál, výš, rychleji. Aviatika jako moderní prostředek komunikace v době zrodu republiky (1919-1923). (Paginae historiae : sborník Národního archivu / Praha : Národní archiv)[3]